# Polistes tenuispunctia
Polistes tenuispunctia är en getingart som beskrevs av Kim. Polistes tenuispunctia ingår i släktet pappersgetingar, och familjen getingar. Inga underarter finns listade i Catalogue of Life.